# Canistro
Canistro är en ort och kommun i provinsen L'Aquila i regionen Abruzzo i Italien. Kommunen hade 979 invånare (2018).